# Alain Bondue

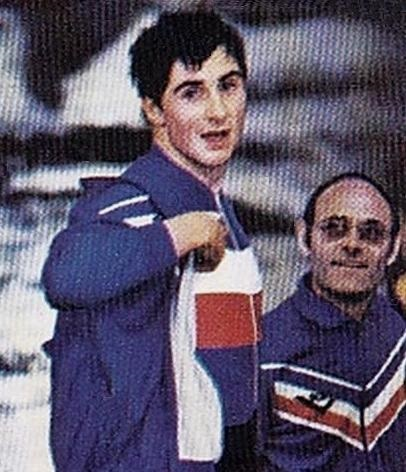
Alain Bondue (1979)

Alain Bondue (* 8. April 1959 in Roubaix) ist ein ehemaliger französischer Radrennfahrer und zweifacher Weltmeister.
Alain Bondue war ein vielseitiger Rennfahrer auf der Straße wie auf der Bahn; seine Spezialität war die Einerverfolgung auf der Bahn. In dieser Disziplin wurde er zehnmal Französischer Meister bei Junioren, Amateuren und der Elite. 1979 wurde er Dritter bei den UCI-Bahn-Weltmeisterschaften in der Einerverfolgung der Amateure. 1981 sowie 1982 errang er den Weltmeistertitel. Bei den Olympischen Sommerspielen 1980 in Moskau gewann er in der Einerverfolgung die Silbermedaille.
1982 wurde Alain Bondue Zweiter bei Mailand–Sanremo, 1984 Dritter bei Paris–Roubaix. Dreimal, 1984, 1985 und 1986, nahm er an der Tour de France teil; 1986 belegte er im Mannschaftszeitfahren der 2. Etappe den ersten Platz mit seinem Team, in dem auch Laurent Fignon mitfuhr. 1981 siegte er im Saisonauftaktrennen Grand Prix de Saint-Raphaël.
Er startete auch bei 16 Sechstagerennen: 1981 wurde er Zweiter des Sechstagerennens in Noumea mit Serge Beucherie; 1986 in Madrid Dritter mit dem Niederländer Peter Pieters.
1987 beendete Bondue seine aktive Rennfahrerlaufbahn. Anschließend war er für einen Fahrradproduzenten tätig, arbeitete aber auch als Berater für Fernsehsender sowie den „Conseil Général du Nord“. Von 1997 bis 2005 war Alain Bondue Manager der Equipe Cofidis, trat aber im Zuge der Cofidis-Affäre zurück. Heute ist er der Immobilienmanager der Holding Gruppe Cofidis Participations.